# Jamie Clapham
James Richard Clapham, meglio noto come Jamie Clapham (Lincoln, 7 dicembre 1975), è un allenatore di calcio ed ex calciatore inglese, di ruolo difensore.